# Jean-Pierre Sabard
Jean-Pierre Sabard (parfois orthographié Sabar), nom d’artiste de Jean-Pierre Guigon, né le 14 septembre 1933 à Constantine (Algérie) et mort le 16 décembre 2024 à Issy-les-Moulineaux (Hauts-de-Seine), est un auteur-compositeur français.

## Biographie
Pianiste et claviériste, il travaille entre autres avec Françoise Hardy, Serge Gainsbourg, Maxime Le Forestier, Richard Gotainer, Michel Sardou et Hugues Aufray.
Jean-Pierre Sabard meurt à l'âge de 91 ans le 16 décembre 2024 à Issy-les-Moulineaux ; ses obsèques se déroulent dans l'après-midi du 27 décembre en présence d'Hugues Aufray et Maxime Le Forestier, au crématorium du Père-Lachaise, où son corps est crématisé. Ses cendres sont ensuite remises à la famille.

## Discographie partielle
Hugues Aufray
- C'est tout bon, Je ne pourrai t’oublier tout à fait, Si Dieu en donne le temps, Le Calendrier de Fabre d'Eglantine, La Légende de Saint-Nicolas, Comme un petit garçon, Pauvre Benoît, Et la nuit dans tes bras, La Terre est si belle, Autoportrait

Julien Clerc
- Utile

Jacques Dutronc
- album Guerre et pets (seulement orchestrations et claviers)

Jean Gabin
- Maintenant je sais

Serge Gainsbourg
- Ballade de Johnny Jane (BO du film Je t'aime moi non plus), Chanson du Chevalier Blanc (Chanson de la BO du film Vous n'aurez pas l'Alsace et la Lorraine)

Françoise Hardy
- Comment te dire adieu, Soleil, Clair-obscur

Christine Lebail
- Une rose en papier bleu

Maxime Le Forestier
- Les Jours meilleurs, Né quelque part, Passer ma route